# Змеево (Ивановская область)
Змеево — деревня в Шуйском районе Ивановской области. Входит в состав Остаповского сельского поселения.

## География
Находится в южной части Ивановской области на расстоянии приблизительно 2 км на юг по прямой от районного центра города Шуя на левом берегу реки Теза.

## История
Деревня была отмечена на карте 1840 года. В 1859 году здесь (тогда деревня в составе Шуйского уезда Владимирской губернии) было учтено 44 двора.

## Население
Постоянное население составляло 246 человек (1859 год), 211 в 2002 году (русские 91 %), 210 в 2010.